# Filibustero

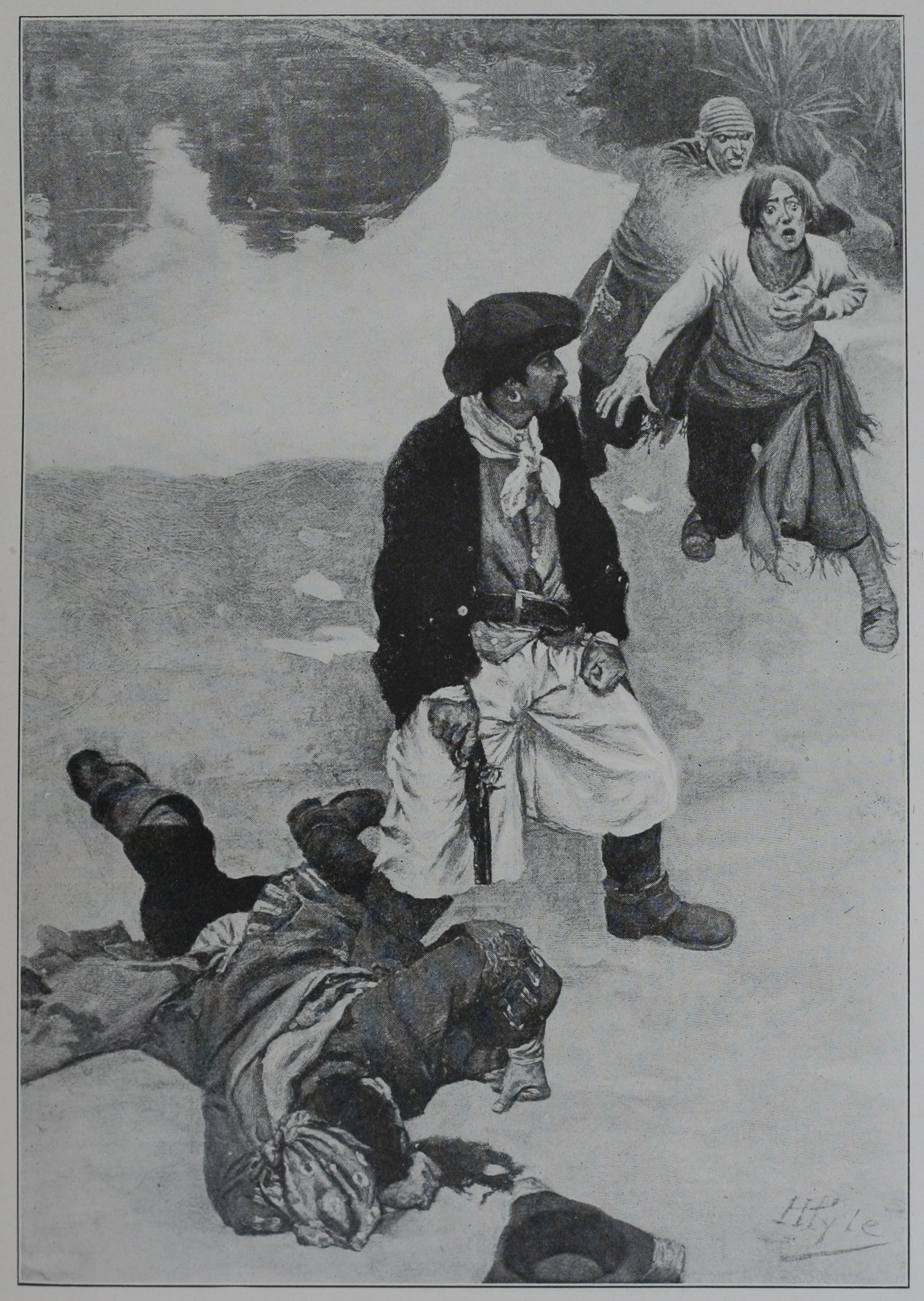
The Ghost of Captain Brand, ilustración de Howard Pyle (1896).

Filibustero (en francés flibustier, en inglés freebooter, en neerlandés vrijbuiter /ˈvrɛi̯bœy̯tər/; «que se hace del botín libremente», también podría proceder del inglés fly-boat, tipo de velero rápido) era el nombre que recibía aquel pirata que, hacia el siglo XVII, formaba parte de los grupos que actuaban en el mar de las Antillas. Su característica especial que lo diferenciaba de otros piratas, era que no se alejaban de la costa: bordeaban y saqueaban las localidades costeras. Desde fines del siglo XVII el número de filibusteros disminuyó considerablemente.
El vocablo «filibustero» comenzó a usarse a partir de la segunda mitad del siglo XIX para referirse a hombres que iniciaban guerras con ejércitos privados sin autorización oficial de un gobierno legítimo, como William Walker, Gaston de Raousset-Boulbon o Narciso López.